# EBS 초등방학생활
EBS 초등방학생활은 방학 때 방송되는 어린이 교육 프로그램이다. EBS 2TV와 EBS플러스2에서 방송된다. 1학년에서 6학년까지 있으며 매년7~8월,12~1월 사이3주간 10~15강동안 방송되며 1회방송시간은 15~20분이다..
2025년 여름부터는 5,6학년 방학생활이 폐지되었으며, 3,4학년 방학생활은 기존 연극배우들의 어린이 교육형 드라마 형식에서 현직 강사의 미니 강의식으로 진행방식이 변경되었다.
1. ↑  2016년 1월이전에는 EBSTV(현 EBS1 2015년 여름에는 잠깐 EBS1로 나왔다.)에서 방송되었으며 한때에는 EBSFM에서 방송되었다.